# Szlovén Légierő
A Szlovén Légierő és Légvédelem (szlovénül: Brigada zračne obrambe in letalstva Slovenske vojske) a Szlovén Fegyveres Erők nem különálló része, Szlovénia légtérvédelmére fenntartott katonai szervezet.

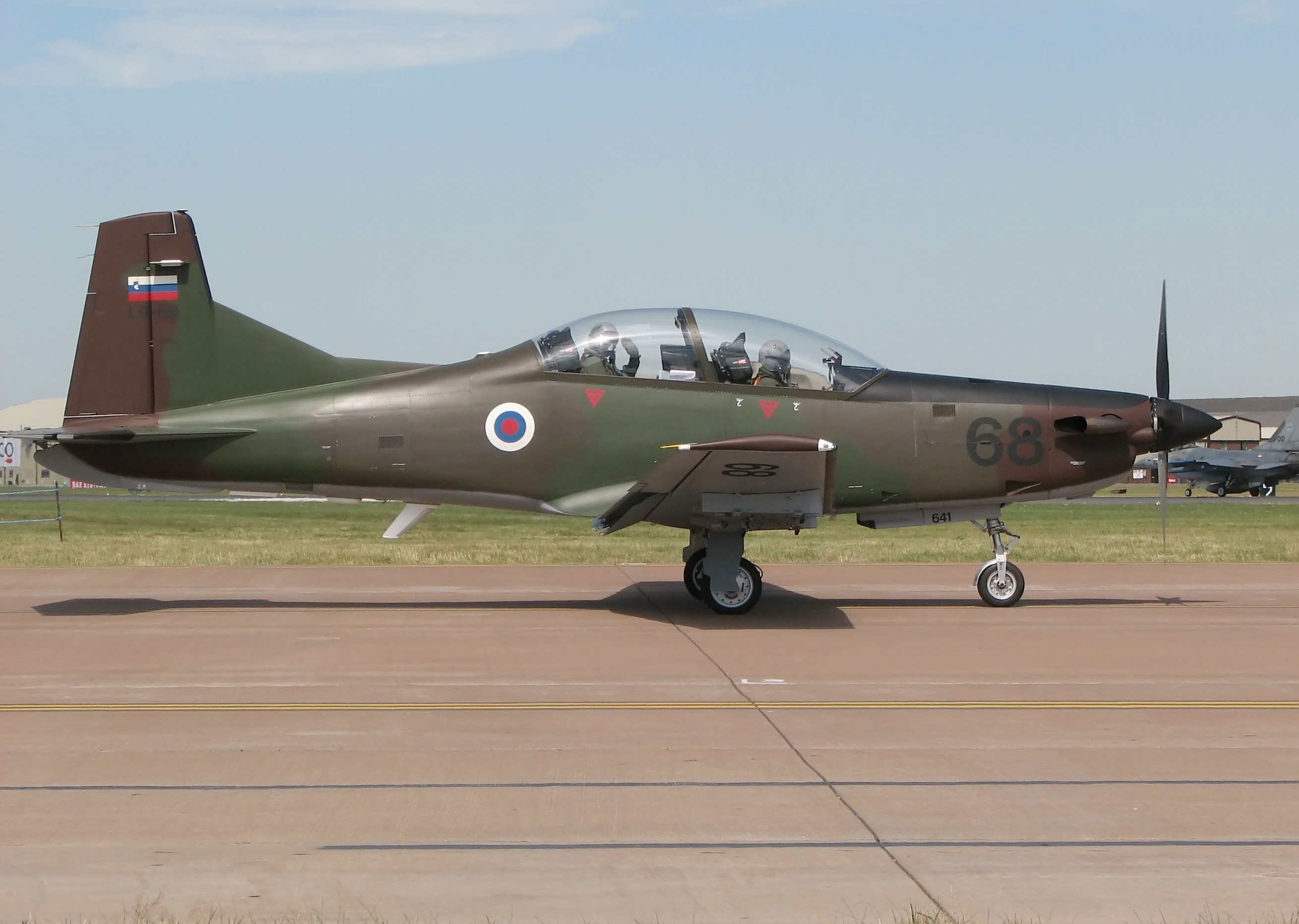
A szlovén Légierő Pilatus PC–9 gyakorlógépe

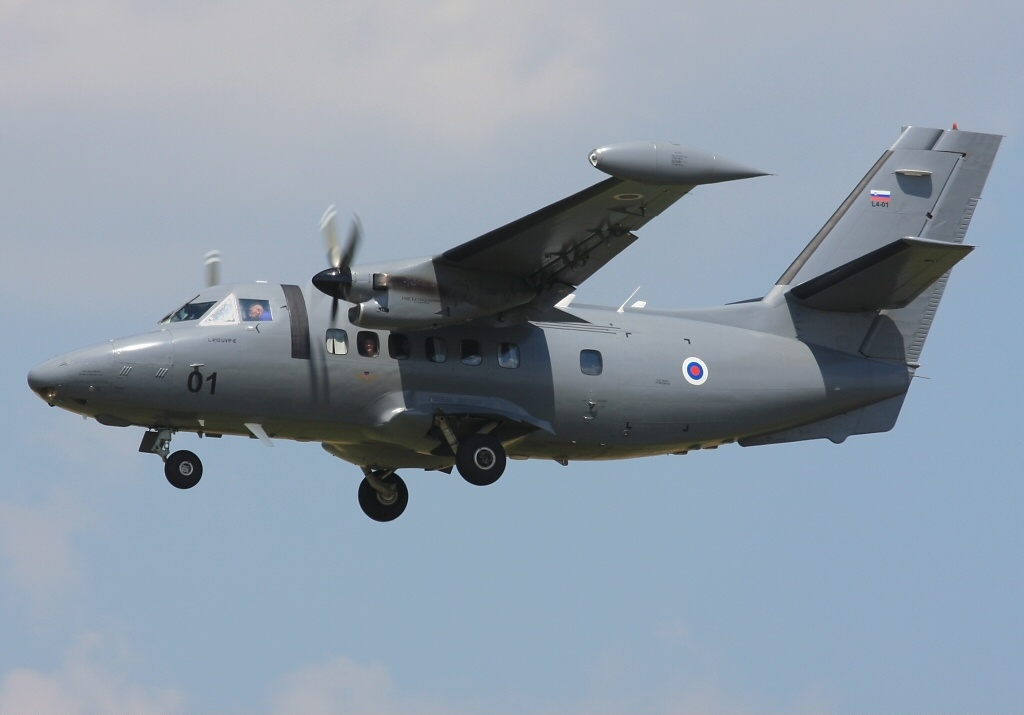
A szlovén Légierő L–410UVP szállítógépe

## Története
Amíg nem áll fel a Szlovén Légierő teljes egészében, addig NATO repülőgépei védik Szlovénia légterét.

## Szervezete
Létszáma 530 fő, parancsnoksága Brnikben található.
Harcászati egységek:
- repülő ezred
- légvédelmi ezred

## Fegyverzete
Repülőgépek, helikopterek
- 9 db Pilatus PC–9M gyakorló repülőgép (felfegyverezve)
- 3 db Pilatus PC–9 iskolagép
- 1 db L–410 Turbolet szállító repülőgép
- 8 db felfegyverzett Bell 412 helikopter
- 3 db felfegyverzett Bell 206 helikopter
- 2 db felfegyverzett Eurocopter AS532 Cougar helikopter

Légvédelmi rakéták, radarok
- 6 db Roland II közepes hatómagasságú rakétakomplexum
- 36 db SA-16 (kis hatómagasságú rakétafegyver)
- 96 db SA-18 (kis hatómagasságú rakétafegyver)